# Роксен
Лариса Роксана Джурджу, відома як Роксен або Roxen (рум. Larisa Roxana Giurgiu; нар. 5 січня 2000, Клуж-Напока, Румунія) — румунська співачка. Представляла Румунію на пісенному конкурсі «Євробачення-2020» з піснею «Alcohol you» та «Євробачення-2021» з піснею «Amnesia».

## Біографія
Народилася 5 січня 2000 року в Клуж-Напока. У 7 років виявила пристрасть до музики, тоді ж брала уроки співу та фортепіано.
У серпні 2019 року спільно з румунським продюсером Sickotoy випустила сингл «You Don't Love Me» Цей сингл посів третю сходинку в музичному чарті Airplay 100 у Румунії та звучав на радіо станціях Франції, США, Росії та Іспанії. Її дебютний сингл «Ce-ți cântă dragostea» вийшов у листопаді того ж року, та посів п'яту сходинку в чартах Румунії.
11 лютого 2020 року стало відомо, що Роксен представлятиме Румунію на пісенному конкурсі «Євробачення-2020». 1 березня на національному відборі «Selecția Națională» з-поміж п'яти потенційних конкурсних композицій була обрана пісня «Alcohol You». На Євробаченні 2021 року Роксен представляла свою країну в першому півфіналі з піснею «Amnesia», але не змогла претендувати на фінал.

## Музичний стиль
Роксен переважно працює в жанрі діп-хауз. Її музичний стиль і зовнішній вигляд багато хто порівнює з такими виконавцями, як Дуа Ліпа та Біллі Айліш.

## Дискографія

### Сингли

#### Провідні сингли
| Рік                                        | Назва                   | Пікові позиції діаграми | Альбом     |
| Рік                                        | Назва                   | РУМ                     | Альбом     |
| ------------------------------------------ | ----------------------- | ----------------------- | ---------- |
| 2019                                       | «Ce-ți cântă dragostea» | 5                       | Очікується |
| 2019                                       | «I Don't Care»          | —                       | Очікується |
| 2020                                       | «Alcohol You»           | —                       | Очікується |
| «—» означає, що сингл не увійшов до чарту. |                         |                         |            |

#### Як співвиконавець
| Рік  | Назва                                           | Пікові позиції діаграми | Пікові позиції діаграми | Альбом     |
| Рік  | Назва                                           | РУМ                     | БОЛ                     | Альбом     |
| ---- | ----------------------------------------------- | ----------------------- | ----------------------- | ---------- |
| 2019 | «You Don't Love Me» (Sickotoy featuring Роксен) | 3                       | 7                       | Очікується |

#### Промо-сингли
| Рік  | Назва                | Альбом     |
| ---- | -------------------- | ---------- |
| 2020 | «Beautiful Disaster» | Очікується |
| 2020 | «Cherry Red»         | Очікується |
| 2020 | «Colors»             | Очікується |
| 2020 | «Storm»              | Очікується |

## Музичні відео
| Рік  | Назва                   | Режисер |
| ---- | ----------------------- | ------- |
| 2019 | «You Don't Love Me»     |         |
| 2019 | «Ce-ți cântă dragostea» |         |
| 2019 | «I Don't Care»          |         |